# Carlo Allard Zaalberg
Carlo Allard Zaalberg, né à Arnhem le 27 novembre 1909 et mort à Oegstgeest (Hollande-Méridionale ) le 3 avril 2004, est un historien de la littérature néerlandais, professeur de langue et littérature néerlandaise (neerlandicus) à l’université de Leyde et de néerlandistique.

## Biographie
Carlo Allard Zaalberg décroche deux doctorats à l'université de Leyde, en 1933 en langue et littérature néerlandaise et en 1941 en histoire.
En 1954, il passe son habilitation à l'université d'Utrecht comme docteur en philosophie et lettres auprès du professeur W.A.P. Smit avec comme thèse une étude du recueil poétique en haut allemand Das Buch Extasis œuvre du poète de la Renaissance Jan van der Noot.
D'abord assistant, il devient en 1960 collaborateur scientifique à l'université de Leyde puis, en 1964, professeur de lettres néerlandaises du Moyen Âge à 1860, succédant à Pieter Minderaa.
Zaalberg est l'auteur de nombreuses publications dans le domaine de la linguistique. Après son éméritat, il continue de publier dans divers journaux et revues.

## Publications
- Das Buch Extasis van Jan van der Noot, Assen, 1954
- Taaltrouw. Nieuwe en oude glottagogische overwegingen, Culemborg, 1975  (ISBN 9011919556)